# Zimbabwe Rhodesia
Zimbabwe Rhodesia var et land, der eksisterede fra 1. juni til 12. december 1979, landet blev tidligere kaldt Rhodesia men dette blev efterfulgt af Zimbabwe.

## Navn
Så tidligt som i 1960, blev afrikanske nationalister enige om, at Rhodesia's "rigtige navn" var Zimbabwe, og brugte navnet med deres politiske partier. Den internationale aftale, regeringen havde, skulle være med hensigt til, at der skulle at være et partnerskab mellem den eksisterende Rhodesianske regering og den afrikanske befolkning, dette blev antaget, så derfor fik landet et kombineret navn.
17°51′50″N 31°01′47″Ø / 17.863889°N 31.029722°Ø